# 웨일스어 위키백과

웨일스어 위키백과(웨일스어: Wicipedia Cymraeg 혹은 Wicipedia)은 웨일스어 버전의 위키백과이다. 2003년 7월 만들어졌으며, 2003년 6월 23일 문서 수가 1만개를 돌파했다. 기호는 cy이다.

## 같이 보기
- 브르타뉴어 위키백과